# Limbach-Oberfrohna
Limbach-Oberfrohna je velké okresní město v německé spolkové zemi Sasko. Nachází se v zemském okrese Cvikov a má přibližně 24 tisíc obyvatel.

## Historie
Limbach je poprvé písemně zmiňován v roce 1351 jako Limpach a roku 1883 byl povýšen na město. Oberfrohna je prvně zmiňována kolem roku 1390 jako Twerchfrone, na město byla povýšena v roce 1935. Roku 1950 se obě města spojila v město zvané Limbach-Oberfrohna, které tehdy náleželo k zemskému okresu Chemnitz. V roce 1994 získalo město status velké okresní město a po okresní reformě náleželo k zemskému okresu Chemnitzer Land. V roce 1998 byla k městu připojena do té doby samostatná obec Bräunsdorf, roku 1999 Kändler a Pleißa a v roce 2000 Wolkenburg-Kaufungen.

## Přírodní poměry
Město leží západně od Chemnitzu, s kterým zároveň sousedí. Západní částí území (místní část Wolkenburg) protéká řeka Cvikovská Mulda, východní částí potok Pleißenbach (přítok řeky Chemnitz). Město není napojené na železnici. Jižní hranicí města prochází dálnice A4 a severně od hranice města dálnice A72.

## Správní členění
Limbach-Oberfrohna se dělí na 9 místních částí:
- Bräunsdorf
- Dürrengerbisdorf
- Kaufungen
- Kändler
- Limbach
- Oberfrohna
- Pleißa
- Uhlsdorf
- Wolkenburg

## Pamětihodnosti
- zámek Wolkenburg
- zámek Kaufungen
- radnice (zámek Limbach)
- vodní věž
- městský kostel v Limbachu
- Lutherův kostel v Oberfrohně
- kostel Neposkvrněného Početí Panny Marie
- kostel svatého Mořice ve Wolkenburgu